# ماسیس (روستا)
ماسیس (به ارمنی: Մասիս) یک شهر در ارمنستان است که در استان آرارات واقع شده‌است. ماسیس در  کیلومتری شمال آرتاشات، مرکز استان آرارات واقع شده است.

## خصوصیات
ماسیس ۱٬۵۴۶ نفر جمعیت دارد و ۸۳۷ متر بالاتر از سطح دریا واقع شده‌است.  در  کیلومتری شمال آرتاشات، مرکز استان آرارات واقع شده است.